# Воробіївська сільська рада (Дунаєвецький район)
Воробії́вська сільська́ ра́да — адміністративно-територіальна одиниця та орган місцевого самоврядування в Дунаєвецькому районі Хмельницької області. Адміністративний центр — село Воробіївка.

## Загальні відомості
- Територія ради: 31,874 км²
- Населення ради: 1 220 осіб (станом на 2001 рік)
- Територією ради протікає річка Тернавка

## Населені пункти
Сільській раді підпорядковані населені пункти:
- с. Воробіївка

## Склад ради
Рада складається з 16 депутатів та голови.
- Голова ради: Ткачук Тетяна Василівна
- Секретар ради: -

### Керівний склад попередніх скликань
| Прізвище, ім'я, по батькові | Основні відомості                                                         | Дата обрання | Дата звільнення |
| --------------------------- | ------------------------------------------------------------------------- | ------------ | --------------- |
| Чернишова Алла Іванівна     | Сільський голова, 1964 року народження, позапартійна                      | 26.03.2006   | 31.10.2010      |
| Матіяш Павло Вікторович     | Сільський голова, 1977 року народження, освіта вища, член Партії регіонів | 31.10.2010   |                 |

Примітка: таблиця складена за даними сайту Верховної Ради України

### Депутати
За результатами місцевих виборів 2010 року депутатами ради стали:

#### За суб'єктами висування
| Суб'єкт висування | Кількість обраних депутатів | %    |
| ----------------- | --------------------------- | ---- |
| Самовисування     | 15                          | 93,8 |
| Народна партія    | 1                           | 6,3  |

#### За округами
| № округу       | Прізвище, ім'я, по батькові    | Дата визнання обраним | Освіта             | Партійна приналежність | Відомості про обраного депутата                        |
| -------------- | ------------------------------ | --------------------- | ------------------ | ---------------------- | ------------------------------------------------------ |
| Народна Партія |                                |                       |                    |                        |                                                        |
| 12             | Ткачук Леся Миколаївна         | 02.11.2010            | середня спеціальна | позапартійна           | Дунаєвецька ЦРЛ, лаборант                              |
| Самовисування  |                                |                       |                    |                        |                                                        |
| 1              | Колосінський Петро Іванович    | 02.11.2010            | вища               | позапартійний          | Воробіївська загальноосвітня школа І-ІІ ст., директор  |
| 2              | Кучер Наталія Володимирівна    | 02.11.2010            | середня спеціальна | позапартійна           | Воробіївський ДЗК, помічник вихователя                 |
| 3              | Муляр Наталія Миколаївна       | 02.11.2010            | вища               | позапартійна           | ТОВ «Подільський бройлер», бухгалтер                   |
| 4              | Побережна Вікторія Вікторівна  | 02.11.2010            | середня спеціальна | позапартійна           | Воробіївський фельдшерсько-акушерський пункт, фельдшер |
| 5              | Ткачук Тетяна Василівна        | 02.11.2010            | вища               | позапартійна           | Воробіївська сільська рада, секретар                   |
| 6              | Мельник Василь Васильович      | 16.05.2011            | незакінчена вища   | позапартійний          | ТОВ «Верест», різноробочий                             |
| 7              | Гуцол Аліна Валеріївна         | 02.11.2010            | середня спеціальна | позапартійна           | приватний підприємець                                  |
| 8              | Олійник Микола Васильович      | 02.11.2010            | середня            | позапартійний          | приватний підприємець                                  |
| 9              | Дорошенко Олександр Васильович | 02.11.2010            | середня спеціальна | позапартійний          | приватний підприємець                                  |
| 10             | Бакун Світлана Михайлівна      | 02.11.2010            | середня спеціальна | позапартійна           | тимчасово не працює                                    |
| 11             | Добровик Анатолій Васильович   | 02.11.2010            | вища               | позапартійний          | Дунаєвецька підстанція, механік                        |
| 13             | Москальчук Іван Макарович      | 02.11.2010            | середня            | позапартійний          | пенсіонер                                              |
| 14             | Олійник Василь Миколайович     | 02.11.2010            | середня спеціальна | позапартійний          | приватний підприємець                                  |
| 15             | Пукас Віктор Валерійович       | 02.11.2010            | вища               | позапартійний          | Воробіївська загальноосвітня школа І-ІІ ст., вчитель   |
| 16             | Керничний Вадим Валентинович   | 02.11.2010            | середня            | позапартійний          | Кам'нець-Подільський ліцей, студент                    |